# Herta Gessner
Herta Gessner (...) è un'astronoma tedesca.
Ha pubblicato vari cataloghi di stelle variabili.
Il Minor Planet Center le accredita la scoperta dell'asteroide 3642 Frieden effettuata il 4 dicembre 1953.